# Remo paralímpico

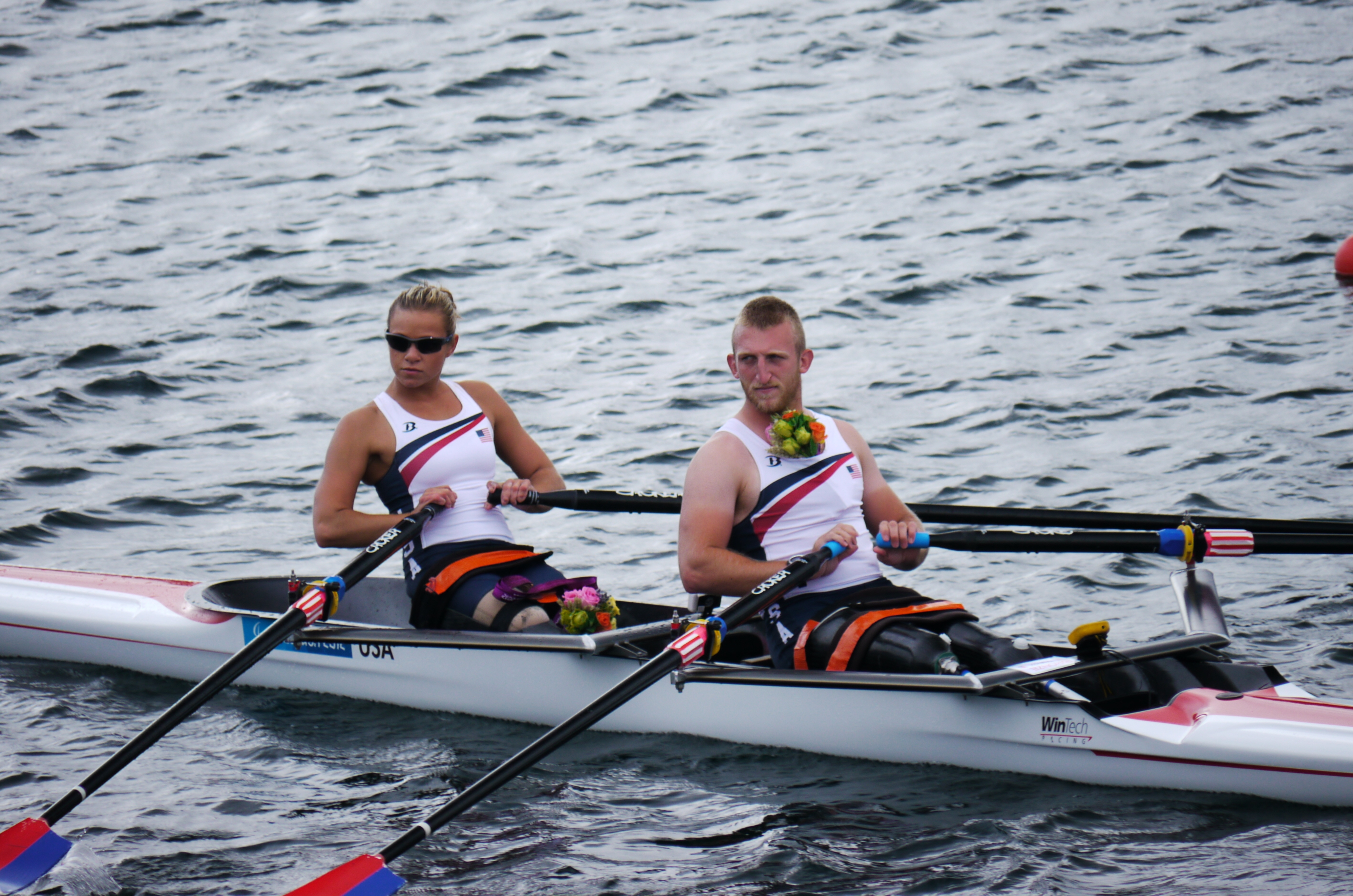
Oksana Masters e Rob Jones, da equipe estadunidense, na final da categoria mixed sculls (TA 2x) nos Jogos Paralímpicos de Londres 2012. Os remadores se fixam aos assentos com sistema especial.

O remo paralímpico (ou remo adaptativo; em inglês pararowing) é uma categoria de remo para pessoas com deficiência física, visual ou intelectual.

## História
Em 1913, as atividades de remo para pessoas com deficiência (PCDs) foi iniciado pelo diretor da instituição de ensino <Worcester College for the Blind, George Clifford Brown, no Reino Unido. O diretor incentivou os alunos com perda de visão a participarem de esportes  nos quais seriam capazes de competir em nível de igualdade com os jogadores com visão, e fazê-lo sem modificações. Outras organizações dedicadas à reabilitação de pessoas com deficiência visual iniciaram clubes de remo pouco depois, em 1915. As competições de remo com remadores cegos se iniciaram com um evento em 1914 entre os remadores do Worcester College e os Old Boys em uma corrida, com um outro evento entre o Worcester College e os Worcester Boy Scouts no mesmo ano.
Em outubro de 1945, soldados veteranos da Marinha, dos Fuzileiros Navais e do Exércido dos Estados Unidos que ficaram cegos durante a Segunda Guerra Mundial, participaram da Regata do Dia da Marinha no rio Schuylkill, na cidade da Filadélfia. Alguns consideram este evento como um pontapé inicial que despertou o interesse internacional pelo remo paralímpico.

## Categorias
De acordo com as regras da Federação Internacional de Sociedades de Remo, existem três categorias para remadores adaptativos:
PR3 (anteriormente LTA – Pernas, Tronco, Braços, do inglês, Leg, Trunk and Arms)
Pessoa com uso de pelo menos uma perna, tronco e braços. Também para pessoas com deficiência visual e intelectual. Remo com barcos padrão e assentos deslizantes.
PR2 (anteriormente TA – Tronco e Braços)
Pessoa com uso apenas dos músculos do tronco. O barco possui assento fixo.
PR1 (anteriormente AS – Braços e Ombros, do inglês, Arms and Shouder)
Pessoa com ontrole de tronco limitado. O barco possui assento fixo e o remador é fixado pela parte superior do peito para permitir apenas movimentos de ombros e braços.

## Eventos
Nos Campeonatos Mundiais da FISA existem agora 9 eventos oficiais (é usada a nomenclatura padrão).
| Tipo de barco | Número de assentos | Gênero    | Coxswain/Timoneiro | Classe | Notação FISA |
| ------------- | ------------------ | --------- | ------------------ | ------ | ------------ |
| Scull         | 1                  | Masculino | Não                | PR1    | PR1 M1x      |
| Scull         | 1                  | Feminino  | Não                | PR1    | PR1 W1x      |
| Scull         | 1                  | Masculino | Não                | PR2    | PR2 M1x      |
| Scull         | 1                  | Feminino  | Não                | PR2    | PR2 W1x      |
| Scull         | 2                  | Misto     | Não                | PR2    | PR2 Mix2x    |
| Scull         | 2                  | Misto     | Não                | PR3    | PR3 Mix2x    |
| Sweep         | 2                  | Masculino | Não                | PR3    | PR3 M2-      |
| Sweep         | 2                  | Feminino  | Não                | PR3    | PR3 W2-      |
| Sweep         | 4                  | Mixed     | Sim                | PR3    | PR3 Mix4+    |

As corridas eram realizadas em uma distância de 1.000 metros (em vez dos 2.000 metros padrão), mas a partir de 2017 a distância foi alterada para os 2.000 metros padrão. Nos eventos mistos, metade da tripulação deve ser masculina e a outra metade feminina (o timoneiro, coxswain, pode ser de qualquer gênero e pode ser fisicamente capaz). As embarcações individuais para a categoria PR1 devem ter flutuadores estabilizadores anexados aos suportes.